# Джорджія Дом
Джорджія Дом (англ. Georgia Dome) — американський спортивний стадіон, розташований у місті Атланта, штат Джорджія. Стадіон приймає домашні ігри команди Національної футбольної ліги Атланта Фалконс. На момент відкриття вона була найбільшою серед подібних критих арен.